# 광주 여중생 집단 성폭행 사건
광주 여중생 집단 성폭행 사건 (광주 25명 집단 강간 사건)은 2007년 대한민국 광주광역시에서 일어난 여중생에 대한 집단 성폭행, 강간 사건이다. 고교생 19명과 중학생 6명, 총 25명에 의한 집단 성폭행이다.

## 사건의 경위
2006년 8월경 피해자인 여중생은 인터넷 채팅에서 이웃에 사는 남자 고교생과 대화하던 때 성행위를 요구당하자 거절했다. 그러자 채팅 당황 대화 내용을 폭로하겠다고 협박당했다. 그리고 직접 만나러 가서 학교 화장실에서 강간되었다.
2006년 11월에 남학생은 다시 강간의 사실을 폭로하지 말라며 협박했다. 그리고 그는 친구와 함께 여러 차례에 걸쳐 집단으로 강간했다.
강간의 소문을 듣고 다른 남학생이 피해자에게 접근하여 친구 2명과 함께 강간했다.
큰 외상을 입은 피해자는 친구에게 "죽고 싶다"고 심경을 털어놨다. 친구가 경찰에 신고하여 사건이 발각되었다.
피해자는 2006년 8월부터 2007년 2월까지 남자 중고생 25명에서 가해자의 집, 학교 화장실, 건물의 화장실 등에서 성폭행을 받고 있었다.